# سمكة رئوية
الأسماك الرئوية هي أسماك تتنفس الأكسجين الذائب في الماء فتتحور مثانتها الغازية إلى ما يشبه الرئة وتتنفس به الهواء الجوي ويعتقد العلماء أن هذا النوع كان سبباً في تطور الأسماك إلى أول الفقاريات البرية البرمائيات و تعدّ من الحلقات المتوسطة
السمكة الرئــويّة
معلومات خاصّة:

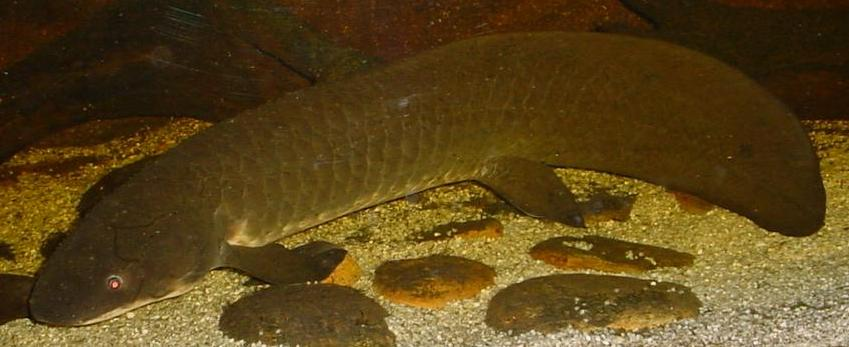
سمكة رئوية أسترالية

الاسم : السمكة الرِئويّة / سمك السّمندر.
الطـــول: متر ونصف.
البيئة الطبيعيّة: المِياه العذبة.
الموقع الجُغرافي: ميـــاه الأنهار في جنوب إفريقيا وأمريكا، والقارة الأستراليّة.
مُتوسط العُمر: مائه عام.
الغذاء : التنوع الغذاء مثل اسماك البلطى
من الحيوانات الفقاريّة ذات الدم البارد التي تعيش في الماء العذب في البُحيرات والأنهار والأهوار، وبعضها الآخر يعيش في المياه المالحة كالبِحار والمُحيطات، وتتنفّس عن طريق الرئــــة بالإضافة إلى الخياشيم.
تتميّز هذه السمكة بخصائصَ أساسيّة كونها من الأسماك العظميّة، كما لديها هيكل عظمي داخلي مُتطوّر.
تستطيع الأسماك الرئويّة مُواصلة حياتها في فترات الجفاف الموسمي عن طريق الاختباء في جحور الوحل، والتصيّف في فصل الجفاف.
هناك أربعة أنواع من الأسماك الرئويّة الأفريقيّة، وتستطيع الأسماك الرِئويّة الإحساس ببيئتها المُحيطة عن طريق زعانفها.
أغلب الأسماك الرئويّة تمتلك رئتَيْن، والجدير بالذكر أنّ رئَتَي هذه الأسماك شبيهة برئَتَي الكائنات رُباعية الأقدام.